# Perewalne
Perewalne (ukr. Перевальне, ros. Перевальное, Pieriewalnoje) – wieś na Ukrainie, w Autonomicznej Republice Krymu (de iure stanowiącej integralną część państwa ukraińskiego, w 2014 anektowanej przez Rosję i odtąd funkcjonującej jako Republika Krymu), w rejonie symferopolskim. W 2001 liczyła 3660 mieszkańców, wśród których 493 wskazało jako ojczysty język ukraiński, 2696 rosyjski, 367 krymskotatarski, 7 mołdawski, 9 białoruski, 7 ormiański, 3 gagauski, 1 grecki, 22 inny, a 55 osób się nie zadeklarowało. Według spisu ludności przeprowadzonego przez okupacyjne władze rosyjskie populacja wsi w 2014 wynosiła 3426, a w 2021 - 4980 osób.